# 1385
Năm 1385 là một năm trong lịch Julius.

## Sự kiện
Tuệ Tĩnh (55 tuổi) bị cống sang Trung Quốc.

## Sinh
3/8/1385 ngày sinh của Lê Thái Tô